# 프럼파스트
주식회사 프럼파스트(Plumb Fast)는 대한민국의 플라스틱 배관자재 제조 기업으로, 본사는 세종특별자치시 연동면 명학2길 30 아래 사무실에 위치해 있다.
원재희 대표가 중기중앙회 회장 후보로 출마한 바 있다

## 역사
1992년 6월 동양프라스틱이라는 상호로 설립되어, 2001년 3월 프럼파스트로 상호를 변경하였다. 2020년 프럼파스트 주식이 코스닥 시장에서 단기과열종목으로 지정된 적이 있다.
2002년 1월 코스닥 시장에 상장되었다.